# Pleuratosz illír király
Pleuratosz (ógörög Πλευρᾶτος, latin Pleuratus) vagy Pleuriasz (ógörög Πλευρίας, latin Pleurias) az ókori Illír Királyság uralkodója volt az i. e. 4. század második harmadában. A korabeli forrásokban az illírek királyaként említik, aki i. e. 345/343 körül vereséget szenvedett II. Philipposz makedón királytól. Ezen felül uralkodásáról, annak időpontjáról és helyszínéről csak feltételezések ismertek. Miután az i. e. 340-es–330-as évtizedekből Diodórosz Pleuratosz és Pleuriasz néven is említ illír királyt, nem kizárt, hogy végső soron két különböző személyről van szó. A történettudományi munkák nagy része azonban Pleuratosz/Pleuriasz megnevezéssel a Grabosz (ur. i. e. 358–356 körül) és Glaukiasz (ur. i. e. 335–302) uralkodása között eltelt időszak királyának feltételezi. A történettudományi elemzések szerint valószínűsíthető, hogy hatalmi centruma az Adriai-tenger partvidéke lehetett, és vagy az ardiaták korai királyát, vagy a taulantok dinasztiaalapítóját lehet keresni a személyében.

## Azonosítása
Az Illír Királyság uralkodóinak kronológiája és leszármazási sora az i. e. 3. század közepéig meglehetősen hézagos, és a történészeknek különös nehézségekkel kell szembenézniük, amikor Pleuratoszt akarják elhelyezni az illír királyok archontológiai sorában. Diodórosz tanúsága alapján II. Philipposz makedón király egy i. e. 345/343 körüli csatában legyőzte az illírek egy meg nem nevezett királyát. Ismert emellett Didümosz Khalkenterosz kommentárja, amely szerint II. Philipposzt i. e. 354 és 339 között jobb lábán dárdával megsebesítették az illírek királya, Pleuratosz ellen vívott csatában. A két adat összekapcsolásával a történészek arra következtetnek, hogy az i. e. 345/343 körüli ütközetben Pleuratosz állt az illír sereg élén.
Ugyancsak Diodórosz feljegyzésében maradt fenn, hogy i. e. 337-ben II. Philipposz ismét hadat viselt északnyugati szomszédai ellen, akiket „Pleuriasz, az illírek királya” (Πλευρίας, ὁ τῶν Ἰλλυριῶν βασιλεύς) vezetett. A kutatók egy része névtévesztésnek tartja az adatot, és Pleuriaszt Pleuratosszal azonosítják, sőt, azt is felvetik, hogy esetleg ebben a Diodórosz-passzusban is az i. e. 345/343-as konfliktusról van szó téves adatokkal. A személyazonosság elméletét Gustav Meyer német nyelvész már a 19. században megalapozta azzal a megállapításával, hogy a Pleuriasz név tulajdonképpen a Pleuratosz rövidült változata. Ismert azonban olyan elmélet is, hogy ez a Pleuriasz valójában egy másik személy, nevezetesen a Drilón völgyétől északra élő autariaták királya.

## Származása

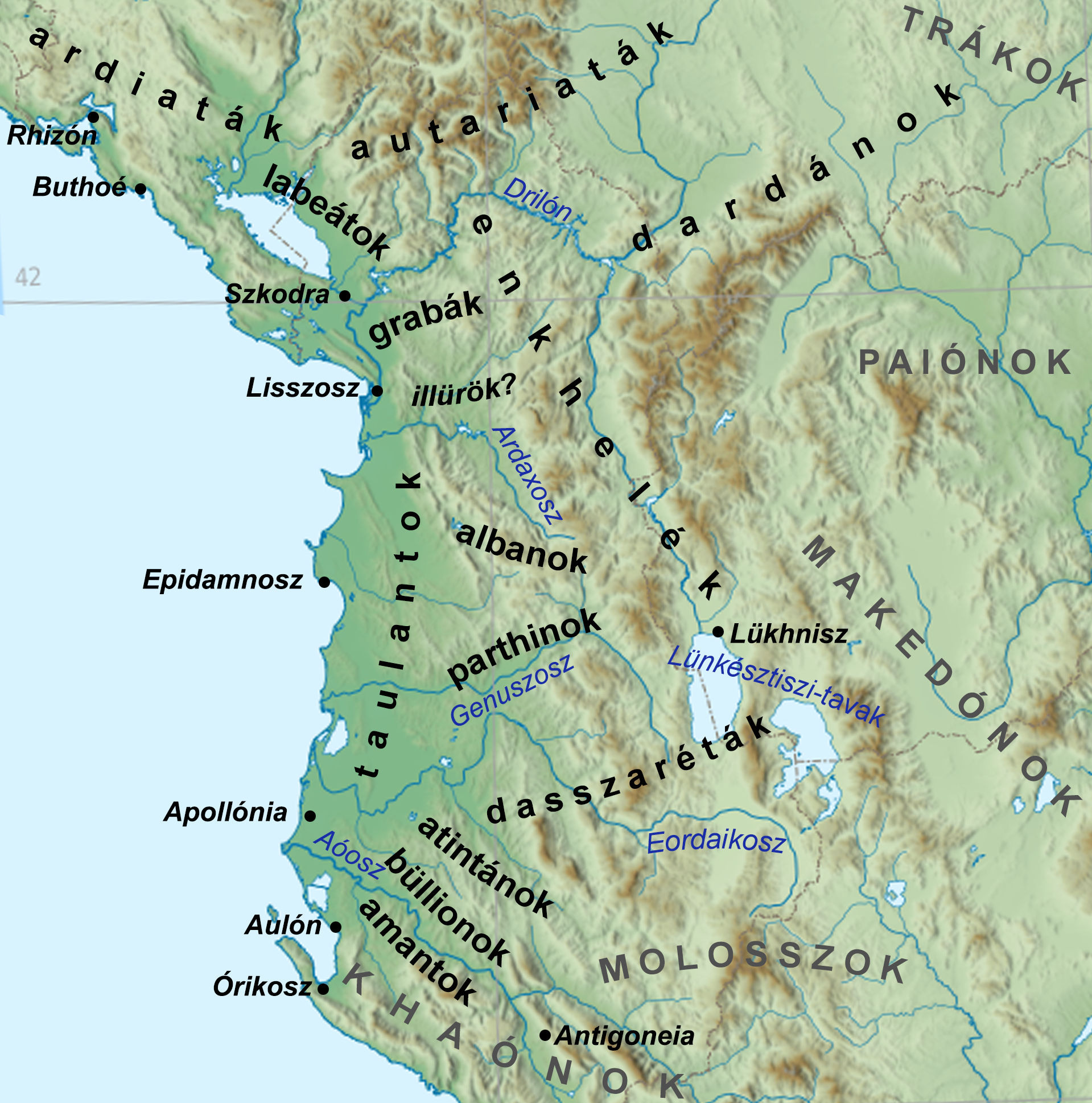
A dél-illíriai Illír Királyság jelentősebb törzseinek hozzávetőleges szállásterülete és szomszédaik az században.

Ha a személyazonosság kérdése nem volna elég, még nagyobb bizonytalanság övezi Pleuratosz származását, helyét az illír királyok genealógiai sorában, ahogy az uralma alatt álló területek meghatározása is nehézségekbe ütközik. Diodórosz és Didümosz egyaránt az illírek királyának címezte (ὁ τῶν Ἰλλυριῶν βασιλεύς), de közelebbi adatokkal sem törzsi hovatartozásáról, sem az általa vívott háborúk helyszínéről nem szolgáltak. Az i. e. 4. század illír ütközeteinek sorát áttekintve – Bardülisz Erigón-völgyi csatája i. e. 358-ban, Grabosz i. e. 356. évi veresége, Kleitosz i. e. 335-ös vesztes pélioni csatája – a tekintetben csaknem általános az egyetértés, hogy az i. e. 345/343 körül Makedóniával háborúzó Pleuratosz nem tartozhatott sem a Dasszarétia vidékén uralkodó Bardülisz és Kleitosz házába, sem Grabosz dinasztiájába, különös tekintettel arra, hogy a történelmi rekonstrukciók alapján Pleuratosz és Kleitosz uralkodása egyidejű, vagyis egymással párhuzamosan voltak bizonyos illír néptörzsek, területek urai.
Ezen a ponton túlmenően azonban változatos feltevések ismertek Pleuratosz dinasztikus helyének kijelölésére. Droysen dardán uralkodót látott benne, noha a kor forrásai már többnyire különválasztották az illír és a dardán uralkodókat. Meyer abból kiindulva, hogy az i. e. 3. század közepétől adatolható ardiata királyok sorában ketten is viselték a Pleuratosz nevet (II. Pleuratosz és III. Pleuratosz), egyfajta dinasztikus névnek vélte, és az ardiaták korai uralkodóját látta Pleuratoszban. Noha az ardiaták az Adriai-tenger partvidékén éltek, és II. Philipposz ilyen távoli hadjáratait nem igazolják az ókori források, az illírek monográfusai, Hammond és Cabanes is elfogadta – de legalábbis nem vetette el – ezt a megközelítést. Más kutatók azonban éppen az ardiaták és a makedónok közötti földrajzi távolság miatt vitatkoznak ezzel a felvetéssel, és a dél-adriai partvidéken élő taulantok első királyát, az igazolhatóan taulant Glaukiasz király apját látják Pleuratoszban. Ezt a hipotézist tette magáévá az albán történettudomány is, amelynek képviselői rendre a taulant dinasztia alapítójaként említik Pleuratoszt. Ezt igazolhatja, hogy a taulant partvidék két görög gyarmatvárosa, Epidamnosz és Apollónia II. Philipposz hódításaitól tartva és szövetségest keresve Korinthoszhoz fordultak segítségért. Mindezekkel szembemegy Papazoglu kevésbé elfogadott elmélete, amelyben Pleuratosz királyságát a makedón határvidéken helyezi el, és ilyenformán egyenes leszármazási ágat feltételez a keleti Enkhelé és Dasszarétia vidékén uralkodó Bardülisztől, ami szerint Grabosz, Pleuratosz és Kleitosz egyaránt a nagy dinasztiaalapító király fiai voltak. Ugyanakkor az Adriától keletebbre fekvő Illír Királyság meglétét igazolhatja a kortárs Iszokratész kommentárja, amely szerint az i. e. 345/343 körüli csata következményeként az illírek a belső területekről az Adria partvidékére szorultak vissza.

## Uralkodása
Pleuratosz/Pleuriasz uralkodásának a korábban leírtak fényében két mozzanata ismert. Az i. e. 345/343 körüli évek valamelyikében II. Philipposz makedón király lerohanta Illíriát, amelynek során ádáz csata bontakozott ki a makedónok és a Pleuratosz vezette illírek között. Maga a makedón király is megsebesült (lábon találta egy dárda), ahogy súlyos sérüléseket szerzett elit lovasságának (hetairoszok) százötven tagja is, sógora, Hipposztratosz pedig életét vesztette a csatamezőn. A csatát azonban a makedónok nyerték meg, feldúltak számos illíriai települést, majd gazdag hadizsákmánnyal tértek haza. Ezzel i. e. 358 és i. e. 356 után a makedónok harmadszor is vereséget mértek illír szomszédaikra. A csata helyszínére való utalás nem maradt fenn, az időpont szintén bizonytalan. Diodórosz a makedónok és illírek közötti összecsapást i. e. 344/343-ra, Iustinus az i. e. 346–343 közötti évek valamelyikére teszi; ezeket az időpontokat a modern történetírás úgy korrigálta, hogy a csatára az i. e. 345/343-as évek valamelyikében került sor. Az elkövetkező években II. Philipposz Makedónia klienskirályságává tette Épeiroszt (i. e. 343–342), majd az i. e. 338-as khairóneiai csatával görög területekre is kiterjesztette uralmát.
Iustinus tanúsága szerint amikor i. e. 337-ben II. Philipposz összekülönbözött fiával, Alexandrosszal (a később Nagy Sándor néven világhódítóvá lett királlyal), a trónörökös apja haragja elől először Épeiroszba, majd Illíriába menekült, ahol az illír király menedéket biztosított számára. Feltehető, hogy ez az „illír király” Pleuratosz/Pleuriasz volt, és az Alexandrosznak nyújtott oltalom szolgálhatott indokul annak a szintén Diodórosz által említett i. e. 337. évi háborúnak, amelyben II. Philipposz serege „Pleuriasz, az illírek királya” embereivel nézett farkasszemet.
A korabeli krónikák i. e. 335 kapcsán már a Dasszarétiában a makedónok ellen fellázadt Kleitoszt és a taulant uralkodót, Glaukiaszt említik az illírek vezetői között, feltehető tehát, hogy Pleuratosz ekkor már nem élt. A krónika szerint II. Philipposz csak a királyre mért kardcsapásokat saját testével felfogó testőrének köszönhette, hogy nem esett el a csatatéren.